# Iván Pérez Muñoz
Pour les articles homonymes, voir Pérez et Muñoz.
Iván Pérez Muñoz est un footballeur espagnol né le 29 janvier 1976 à Madrid. En activité de 1993 à 2005, il occupait généralement le poste d'attaquant. Il est le frère d'Alfonso Pérez, champion olympique de football en 1992.

## Carrière

### En club
Iván Pérez Muñoz est formé au Real Madrid pour lequel il joue trois matchs et inscrit un but lors de la saison 1995-1996 alors qu'il joue le plus souvent avec la réserve du club, le Real Madrid Castilla. Il quitte une première fois son club formateur, lors d'un prêt à Extramadura en 1996-1997 puis en étant transféré au Betis Séville en 1997,.
Il rejoint ensuite la France pendant six mois quand le Betis le prête aux Girondins de Bordeaux avec qui il est sacré champion de France 1999 en inscrivant notamment trois buts. De retour en Espagne avec le Deportivo La Corogne à l'issue de son prêt puis de son transfert par le Betis, il remporte la Liga en 2000. Par la suite, Pérez Muñoz peine à s'imposer dans l'élite espagnole et finit sa carrière dans les divisions inférieures espagnoles. 

### En sélection
Durant ses années madrilènes, Iván Pérez Muñoz a honoré plusieurs sélections avec les équipes de jeunes espagnoles, allant des U16 jusqu'en équipe espoirs. Il remporte notamment le championnat d'Europe espoirs en 1998 en marquant le but vainqueur lors de la finale face à la Grèce.

## Palmarès

### En club
| - Girondins de Bordeaux - Championnat de France : - Vainqueur : 1999 |  | - Deportivo La Corogne - Championnat d'Espagne : - Vainqueur : 2000 - Supercoupe d'Espagne : - Vainqueur : 2000 |

### En sélection
- Espagne espoirs
  - Euro Espoirs :
    - Vainqueur : 1998